# Albanischer Fußball-Supercup
Der Albanische Fußball-Supercup (alban.: SuperKupa) ist ein jährlich ausgetragener Pokalwettbewerb für Vereinsmannschaften. Im jeweils zu Saisonbeginn stattfindenden Spiel treten die Gewinner der albanischen Meisterschaft Kategoria Superiore und des Pokalwettbewerbs Kupa e Shqipërisë gegeneinander an. Die SuperKupa wird vom albanischen Fußballverband Federata Shqiptare e Futbollit seit 1989 ausgetragen.
Alle Partien von 1989 bis 2008 wurden in Tirana gespielt mit Ausnahme derjenigen von 2006, die in Durrës durchgeführt wurde. In den letzten Jahren  fand die Austragung in der Elbasan Arena statt.

## Die Spiele im Überblick
| Jahr | Sieger                                          | Ergebnis                                        | Gegner                                          |
| ---- | ----------------------------------------------- | ----------------------------------------------- | ----------------------------------------------- |
| 1989 | KS Dinamo Tirana                                | 2:0                                             | KS 17 Nëntori Tirana                            |
| 1990 | KS Flamurtari Vlora                             | 3:3 n. V.; 5:4 i. E.                            | KS Dinamo Tirana                                |
| 1991 | KS Flamurtari Vlora                             | 1:0                                             | FK Partizani Tirana                             |
| 1992 | KS Elbasani                                     | 3:2 n. V.                                       | KS Vllaznia Shkodra                             |
| 1993 | FK Partizani Tirana (Sieger beider Wettbewerbe) | FK Partizani Tirana (Sieger beider Wettbewerbe) | FK Partizani Tirana (Sieger beider Wettbewerbe) |
| 1994 | SK Tirana                                       | 1:0                                             | KS Teuta Durrës                                 |
| 1995 | SK Tirana                                       | Finale nicht ausgespielt                        | KS Teuta Durrës                                 |
| 1996 | SK Tirana (Sieger beider Wettbewerbe)           | SK Tirana (Sieger beider Wettbewerbe)           | SK Tirana (Sieger beider Wettbewerbe)           |
| 1997 | SK Tirana                                       | Finale nicht ausgespielt                        | FK Partizani Tirana                             |
| 1998 | KS Vllaznia Shkodra                             | 1:1 n. V.; 5:4 i. E.                            | KF Apolonia Fier                                |
| 1999 | SK Tirana (Sieger beider Wettbewerbe)           | SK Tirana (Sieger beider Wettbewerbe)           | SK Tirana (Sieger beider Wettbewerbe)           |
| 2000 | SK Tirana                                       | 1:0                                             | KS Teuta Durrës                                 |
| 2001 | KS Vllaznia Shkodra                             | 2:1                                             | SK Tirana                                       |
| 2002 | SK Tirana                                       | 6:0                                             | KS Dinamo Tirana                                |
| 2003 | SK Tirana                                       | 3:0                                             | KS Dinamo Tirana                                |
| 2004 | FK Partizani Tirana                             | 2:0                                             | SK Tirana                                       |
| 2005 | KF Tirana                                       | 0:0 n. V.; 5:4 i. E.                            | KS Teuta Durrës                                 |
| 2006 | KF Tirana                                       | 2:0                                             | KF Elbasani                                     |
| 2007 | KF Tirana                                       | 4:2                                             | KS Besa Kavaja                                  |
| 2008 | KS Dinamo Tirana                                | 2:0                                             | KS Vllaznia Shkodra                             |
| 2009 | KF Tirana                                       | 1:0                                             | KS Flamurtari Vlora                             |
| 2010 | KS Besa Kavaja                                  | 3:1                                             | KS Dinamo Tirana                                |
| 2011 | KF Tirana                                       | 1:0                                             | KF Skënderbeu Korça                             |
| 2012 | KF Tirana                                       | 2:1                                             | KF Skënderbeu Korça                             |
| 2013 | KF Skënderbeu Korça                             | 1:1 n. V.; 5:4 i. E.                            | KF Laçi                                         |
| 2014 | KF Skënderbeu Korça                             | 1:0                                             | KS Flamurtari Vlora                             |
| 2015 | KF Laçi                                         | 2:2 n. V.; 8:7 i. E.                            | KF Skënderbeu Korça                             |
| 2016 | FK Kukësi                                       | 3:1                                             | KF Skënderbeu Korça                             |
| 2017 | KF Tirana                                       | 1:0                                             | FK Kukësi                                       |
| 2018 | KF Skënderbeu Korça                             | 3:2                                             | KF Laçi                                         |
| 2019 | FK Partizani Tirana                             | 4:2                                             | FK Kukësi                                       |
| 2020 | KS Teuta Durrës                                 | 2:1                                             | KF Tirana                                       |
| 2021 | KS Teuta Durrës                                 | 3:0                                             | KS Vllaznia Shkodra                             |
| 2022 | KF Tirana                                       | 3:2                                             | KS Vllaznia Shkodra                             |
| 2023 | FK Partizani Tirana                             | 1:0                                             | KS Egnatia Rrogozhina                           |
| 2024 | KS Egnatia Rrogozhina                           | 2:0                                             | FK Kukësi                                       |

### Rangliste der Sieger
| Verein                | Siege | Jahr(e)                                                                |
| --------------------- | ----- | ---------------------------------------------------------------------- |
| KF Tirana *           | 12    | 1994, 2000, 2002, 2003, 2005, 2006, 2007, 2009, 2011, 2012, 2017, 2022 |
| KF Skënderbeu Korça   | 3     | 2013, 2014, 2018                                                       |
| FK Partizani Tirana * | 3     | 2004, 2019, 2023                                                       |
| KS Dinamo Tirana      | 2     | 1989, 2008                                                             |
| KS Flamurtari Vlora   | 2     | 1990, 1991                                                             |
| KS Vllaznia Shkodra   | 2     | 1998, 2001                                                             |
| KS Teuta Durrës       | 2     | 2020, 2021                                                             |
| KF Elbasani           | 1     | 1992                                                                   |
| KS Besa Kavaja        | 1     | 2010                                                                   |
| KF Laçi               | 1     | 2015                                                                   |
| FK Kukësi             | 1     | 2016                                                                   |
| KS Egnatia Rrogozhina | 1     | 2024                                                                   |